# Amnye Machen

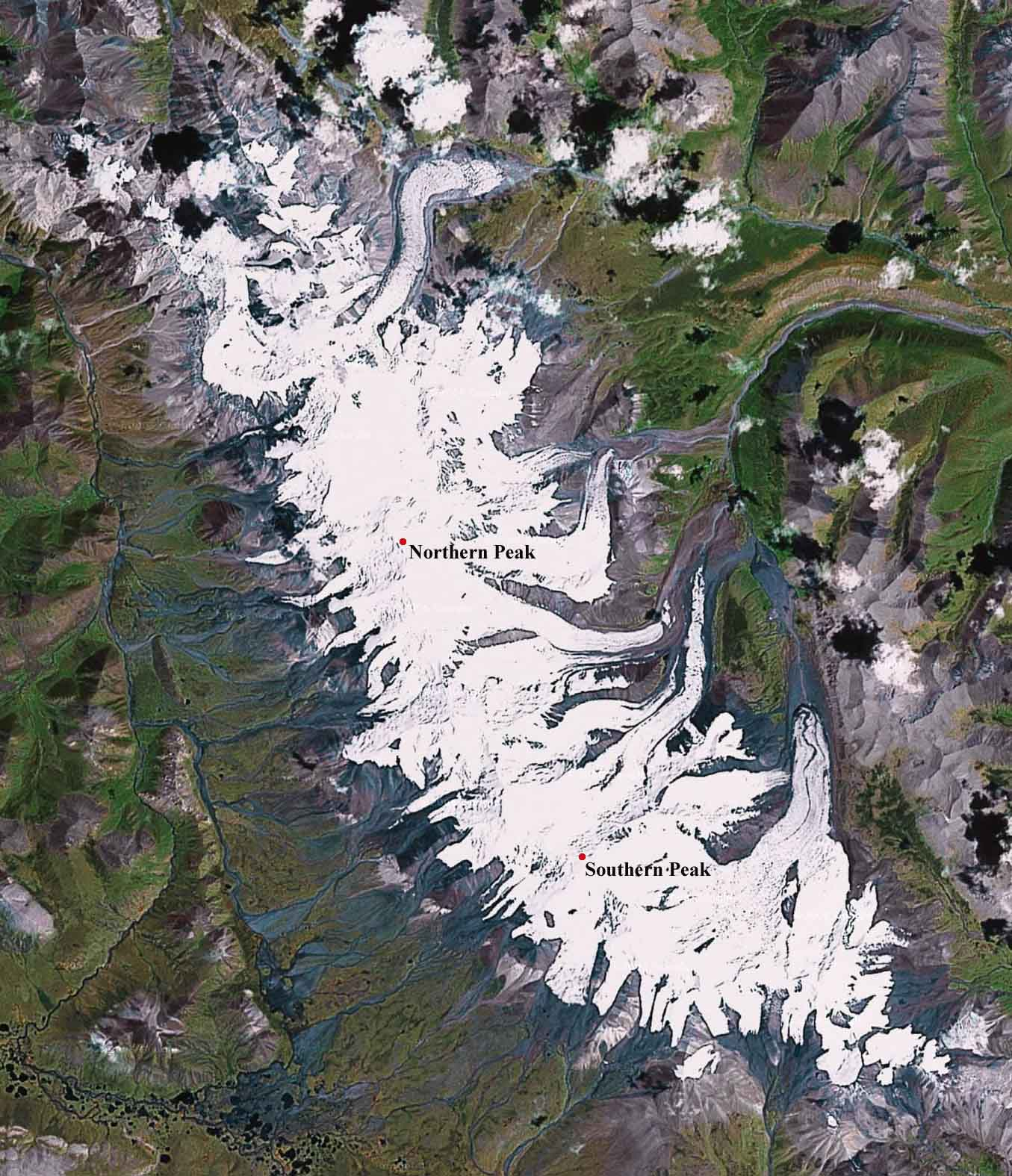
Image satellite de l'Amnye Machen

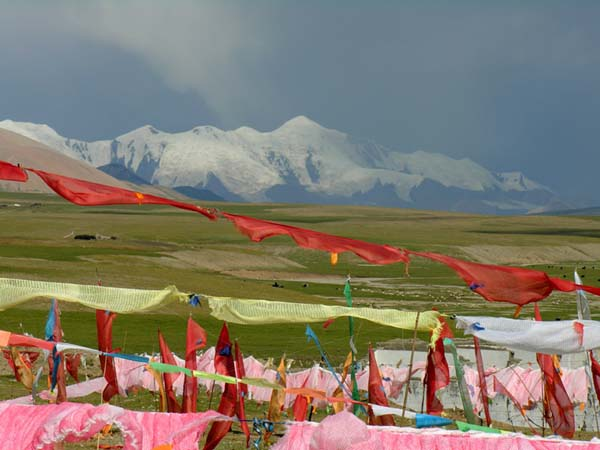
Vue de l'Amnye Machen.

Pour les articles homonymes, voir Machen.
L'Amnye Machen (ou Amne Machin) est l'un des sommets les plus élevés du massif montagneux appelé Amnye Machen Shan (阿尼玛卿雪山 ; A'nyêmaqên Shan). Ce massif, entouré par une grande boucle du cours supérieur du fleuve Jaune, est situé dans la région sud-est de l'ancienne province tibétaine de l'Amdo, aujourd'hui district de Maqên placée sous la juridiction de la Préfecture autonome tibétaine de Golog dans la province chinoise du Qinghai. Il constitue l'extrémité orientale de la chaîne des monts Kunlun.

## Signification spirituelle
Le massif est depuis des temps immémoriaux une montagne sacrée et un lieu de pèlerinage pour les populations goloks. L'Amnye Machen est considéré comme la résidence de Machen Pomra, la plus grande divinité locale. La montagne est un dieu du terroir. Il lui est rendu hommage, ainsi qu'aux trois cent soixante dieux secondaires dont il est le chef, par de nombreux pèlerins qui parcourent les quelque 180 km du circuit de circumambulation autour du mont. Avant l'administration chinoise de la région, ils étaient chaque année près de 10 000 à effectuer ce pèlerinage mais ce pèlerinage perdure. L'anthropologue Katia Buffetrille a effectué celui-ci en octobre 1990, elle a mis 8 jours à pied. Elle précise que les pèlerins l'effectuent en 7 jours à pied, en 3 jours à cheval ou en 40 jours s'ils se prosternent.
Selon les légendes goloks, l'épée magique du héros tibétain Gesar de Ling serait cachée dans la montagne de l'Amnye Machen.

## Reconnaissance et ascensions
Fernand Grenard, lors de l'expédition organisée par Jules-Léon Dutreuil de Rhins en Haute-Asie, aperçoit la montagne au loin en juillet 1894 ; il en donne cette description :
« L'extrémité sud du Stong-ri tso passée, on traverse une vallée, très large encore mais plus accidentée que les autres, qui découvre [...] à droite, beaucoup plus éloignée qu'elle ne semble, une masse de neige et de glace, prodigieuse et splendide, qui saisit d'admiration et d'étonnement l'homme le plus habitué aux montagnes. Depuis le grand pic de l'Arka tàgh, nous n'en avions pas vu dont l'effet fût si merveilleux. C'est l'Amni Ma-tchen, le mont sacré des Ngo-log, devant lequel ils prient et battent la terre du front, dont la divinité redoutable, mal assimilée par le bouddhisme, protège leur indépendance, fait croître et prospérer leurs troupeaux, rend profitables leurs pirateries. »
Le premier Européen à en avoir donné une description précise est l'explorateur britannique George Pereira lors de son expédition de Pékin à Lhassa en 1921-1922.
Son altitude a été longtemps surestimée, aussi bien par des pilotes américains qui l'avaient évaluée à 30 000 pieds (plus de 9 100 m), que par Joseph Rock, explorateur et botaniste américain, dont le chiffre de 28 000 pieds (environ 8 500 m) avait été repris dans un article du National Geographic en 1930. Pendant un temps, on considéra qu'il était un possible concurrent à l'Everest comme plus haut sommet mondial,,.
En juin 1965, une altitude de 7 110 m lui fut attribuée par une expédition chinoise qui déclara l'avoir gravi, mais on pense que l'expédition avait probablement gravi un autre sommet voisin. La première ascension avérée date de 1981, lorsque l'expédition américaine (la première expédition étrangère autorisée par le gouvernement chinois) de Galen Rowell, Harold Knutsen et Kim Scmitz réussit à atteindre le sommet, et lui attribua une altitude de 20 610 pieds, soit 6 282 m.

## Source
- Tibet - les chevaux du vent, Jérôme Édou, René Vernadet, L'Asiathèque, 2007  (ISBN 978-2-91-525548-5), p. 333, 337-339
- Jon Krakauer (trad. de l'anglais par Christian Molinier), Rêves de montagnes, Paris, Presses de la Cité, 1999, 258 p. (ISBN 2-258-04945-8)